# Печенеги
Печенегите или печенезите (на арабски: pacanāk; на гръцки: πατζιναικος; на унгарски: besenyő; на латински: pacinacae, bisseni) са съюз на тюркоезични номадски или полуномадски племена от Централна Азия, които се установяват в Северното Причерноморие в края на IX век, а през XI – XII век част от тях се преселват на Балканите. Като непосредствени съседи на Киевска Рус, Унгария, Първото българско царство и Византийската империя печенегите оказват влияние върху политическата история на тези страни. След преселването си в североизточните български земи под натиска на руси и кумани печенегите са разгромени от Комнините през 1091 година. След повторно поражение през 1122 – 1123 г. престават да съществуват като независимо племе и са разселени в различни части на Балканите като войнишко население на Византия. Често етимологията на името „печенег“ се свързва с тюркската дума „баджанак“, запазена в съвременния български език.

## Произход и ранна история
Мюсюлманските автори наричат печенегите ал-баджанак (Ал-Масуди) или ал-буджанак (Ибн Хаукал) и по правило свързват произхода им с Яфет – най-малкият син на Ной.
Във византийските извори сведения за печенегите се дават предимно в произведението на Константин Багренородни „За управлението на империята“. В него се споменава и името кангар, носено от три от печенежките племена – иавдиирти, куарцицур и хавуксингила. Тази информация за предишен етноним на печенегите предизвиква дискусии в историографията, доколко кангар е предишен етноним на печенегите. В поемата, „Шахнаме“ се споменава, че столицата на Туран е „цветущият Канг“. В китайските извори се споменава владението Кандзю, което в първите векове от новата ера било силно и могъщо, а в средата на 5 век било подчинено от ефталитите. Страната Кандзю (Канг) се е намирала в степите между река Иртиш и Аралско море. В „Мартиролога“ на Мар Григора се казва още, че в 542 година персийският шах Хозрой I Ануширван предприел поход на север и на границата между Армения и Грузия и воювал с народа кангарайе/хангарайе. Според някои автори кангарите са ираноезична група, смесила се с тюркоезичните печенеги. Етнонимът „кенгерес“ се среща и в Орхонските надписи от първата половина на VIII век, в които се споменава, че кенгересите воювали с тюргешите. По това време печенегите обитават долното и средното течение на река Сърдаря. Друга ираноезична група, която според някои мнения е включена в печенежката общност, са т.нар. халиси, произхождащи от района на Хорезм и бреговете на Каспийско море.
Според някои автори първото сигурно писмено сведение за печенегите под тяхното име е от втората половина на VIII век или началото на IX век, когато се споменава племето „печенег“ (бе-ча-наг), което има пет хиляди войни и воюва с племето хор (идентифицирано с уйгурите или узите).
През първите десетилетия на IX век печенегите воюват с родствените им огузи и кимаките за Приаралските пасбища.
Както и узите, печенезите са европеиди. Краниологическите изследвания показват, че антропологическият облик на печенезите е резултат от смесването на монголоидни и европеидни типове с преобладаване на последните. Някои автори, на основание и на едно сравнение на Ана Комнина, смятат, че печенегите са европеиди. За европеидността на причерноморските печенези може да се съди и от намерените железни маски, както и от летописно съобщение, което не прави разлика между външния вид на жителите на Киев през Х век и този на печенегите.
На базата на мюсюлмански източници се приема, че през втората половина на 9 век печенежките земи са разположени около река Урал|. Към края на 9 век под натиска на своите врагове узите (огузите) част от печенегите преминават Волга и навлизат в приазовските и причерноморски и степи, където воюват с маджарите. Смята се, че в коалицията срещу печенегите участват и хазарите.

## Източните печенеги
Една част от останалите в Средна Азия и на изток от Волга печенеги са подчинени от гузите, а други под името канглъ се заселват край Хорезм, където приемат исляма. През 922 година арабският пътешественик Ибн Фадлан описва останалите край Волга печенеги като тъмни брюнети, с обръснати бради, които, за разлика от узите, се отличават със своята бедност.
Повече от 300 години по-късно, през 1245 година францисканският монах Джовани да Плано Карпини потвърждава сведенията за бедността на кангитите на изток от Волга. Земята им е безводна и те гладуват. По това време те са номади, поради което Карпини отбелязва, че не обработват земята, а се хранят само с животни, не строят домове, а живеят в шатри. Както и други народи, тази част от кангитите, която не е изтребена от татарите, е поробена от тях.
Според Лев Гумильов в състава на хорезмийските наемници, които се бият срещу рицарите на Йерусалимското кралство и тамлиерите в битката край Газа през 1244 година, за последен път се отличават потомците на източните печенеги.
В средата на XIII век францисканският монах Вилхелм де Рубрук пише, че родствените на куманите кангли обитават района между Велика, т.е. Волжка България и Каспийско море.

## Печенегите в Северното Причерноморие
Същестуват различни мнения относно печенежко-хазарските отношения след като печенегите преминават Волга. Част от изследователите приемат печенежкото нашествие като причина за отслабването на Хазарския хаганат, като се позовават на разрушаването на салтово-маяцки селища в края на IХ век, включително български и алански. Според други мнения тези разрушения не са толкова големи. Като цяло, селищата от салтовската култура продължават да съществуват и през Х век. Арабски извори съобщават за чести хазарски нападения над печенегите и за много печенежки роби, взимани от хазарите.
През втората половина на IX век някои от печенежките племена влизат в съюз с Византия, който трае повече от 150 години. Печенегите се превръщат в основен фактор за сдържане на византийските врагове – българи, руси, маджари, хазари. Около 80-те години на IX век печенегите опустошават голяма част от Крим, разрушават Фанагория и по-голямата част от българските и хазарски поселища в района. По това време те изтласкват маджарите на запад, между реките Днепър и Днестър (в областта Ателкуз). В 895 година в съюз с българския княз Симеон I печенегите нападат и опустошават маджарските поселища в Ателкуз (между реките Днестър и Южен Буг), в резултат на което маджарите преминават Карпатите и се установяват в Панония. През X век земите на печенегите се простират от двете страни на река Днепър – на запад те достигат до река Сирет в днешна Румъния или до Карпатите. По време на печенежкото нахлуване някои селища от Балкано-дунавската култура, разположени между Днестър и делтата на Дунав, са изоставени.
Първото споменаване на печенегите в древноруските летописи е в „Повесть временных лет“, която съобщава, че през 915 година печенегите сключват мирен договор с княз Игор. Пет години по-късно княз Игор воюва с печенегите. През Х и XI век печенегите често водят войни с Киевска Рус. Предполага се, че през 965 година, когато киевският княз Святослав I разрушава Хазарския хаганат, печенегите остават неутрални. През 968 година обсаждат без успех Киев. На следващата година обаче известен брой печенеги участват във второто руско нашествие в България. През 972 година, водени от хан Куря, печенегите разгромяват и убиват завръщащия се от поход в България киевски княз Святослав I. Тази победа е определена от полския историк Александър Парон като „най-голямата и грандиозна победа на номадите над руската държава“.
В този период различни печенежки вождове са във враждебни или съюзни отношения с различни руски князе. В 992 година печенежкият набег срещу Рус завършва с поражение. В края на Х век печенеги са наемници на Волжка България във военни акции срещу Киевска Рус. Печенеги взимат участие и в междусобната война в Киевска Рус през 1015 – 1019 година на страната на неуспелия кандидат за трона Святополк Владимирович. В 1017 година печенегите обсаждат Киев, но са разбити от войските на Ярослав Владимирович и съюзени с него варяги.
Арабският автор от ХI век Ал Бекри описва Баджанакия като страна дълга и широка 30 дни път, разположена на север от Хазария, на запад от узите, на изток от славяните и на юг от страната на джиджахите. Баджанакия е равнинна, в нея няма укрепени места, в които жителите на страната биха могли да намерят убежище. В противовес на честите сведения за военни стълкновения между печенегите и техните съседи, Ал Бекри пише, че печенегите търгуват с всичките си съседи.
През 1036 година печенегите отново достигат Киев и го обсаждат, но са разбити от княз Ярослав Мъдри и по-големият дял от тях се оттегля на Балканите. С това поражение, както отбелязва Лев Гумильов, западното обединение на печенегите се разпада. През 1121 година киевският княз Владимир Мономах прогонва останалите в териториите, съседни на Киевска Рус, печенези и сродното им племе берендеи.
През XI век печенегите окончателно са изтласкани от притиснатите от куманите узи към Унгария и на Балканите. Някои автори приемат, че между 1030 и 1060 година куманите изместват напълно печенегите и узите от степите между Волга и Дунав. Арабски източник свидетелства, че едно от куманските племена в Дешт-и Кипчак е баджанаци, което дава основания да се смята, че част от печенегите са включени в куманския племенен съюз.
През първата половина на XII век останалите в Северното Причерноморие печенеги се споменават в руските летописи като руски съюзници. За последен път те са споменати в това им качество в Ипатиевската летопис в 1161 година. Част от печенегите, живеещи край южната руска граница, се включват в състава на черните клобуки.

## Печенегите на Балканите

### Печенегите и българската държава
След успешния българо-печенежки поход срещу унгарците в Северното Причерноморие в последните години на IX век, в първата четвърт на следващото столетие цар Симеон и Византия водят активна дипломатическа борба помежду си за привличане на печенежките вождове като съюзници. При поредната българо-византийска война през 917 г. византийска флота достига устието на Дунав, за да прехвърли печенежката войска на десния бряг на реката, но нападението е осуетено. Много е вероятно амбицията на Византия да разгроми България с еднократен мащабен удар – осуетен с византийския разгром при Ахелой през август 917 година – да е била продиктувана именно от страхове, че българите и печенегите биха се съюзили срещу нея. Съществуват противоположни мнения относно българо-печенежките отношения в този период. Стивън Рънсиман предполага, че печенегите опустошават и завземат левия бряг на Дунава, а с това нападение България губи последните си отвъддунавски територии. Срещуположна теза, изложена от историци в по-ново време, сочи, че още преди Ахелойската битка Симеон успява да привлече по-голямата част от печенегите на своя страна и дори част от тях участват в сражението с византийците като български съюзници. Някои историци приемат, че заселилите се през IX век на север от Дунав печенежки номади изпълняват гранична повинност към българската държава и постепенно се смесват с местното уседнало българско население. През целия X век българите запазват владенията си по долните течения на Днестър, Прут и Серет.
При управлението на българския цар Петър I през 944 година печенегите успяват да преминат Дунав и опустошават Североизточна България. Това се случва след планирано руско-печенежко нападение срещу Византия, осуетено от византийската дипломация. Както съобщава „Повесть временных лет“, киевският княз Игор наема печенегите, но след като той и печенегите получават от византийците злато и дарове, Игор се завръща в Киев, като нарежда на печенегите да нападнат българската земя.
Четвърт век по-късно печенеги участват като руски наемници във войната на руския княз Святослав с византийците в Тракия. Според едно предположение тези печенеги са от съюзното на русите племе гиазихопон, обитаващо най-западните части на печенежката територия, имащо опит в предишни нахлувания в България. Според друга хипотеза печенежкиге сили в руския поход са заложници, гарантиращи неутралитета на печенегите по време ва руско-византийската вийна, след като през 969 година печенегите са разгромени край Киев. В битката при Аркадиопол през 970 година русите, както и българските, унгарските и печенежките им съюзници са разбити. Според някои мнения българи от Малък Преслав инспирират нападението на печенегите и убийството на киевския княз през 972 година.
Изворите съобщават за българо-печенежки преговори по времето на цар Иван Владислав (1015 – 1018) и за подготвяно през 1017 година печенежко нападение във владените от византийците земи в Североизточна България, което обаче се провалило.

### Печенегите – врагове на Византия
През XI век печенегите се установяват във Влашката низина. Оттам и от Бесарабия те предприемат редица походи на юг – вече срещу Византия и намиращите се под византийска власт български земи. Първото масово печенежко нахлуване е от 1026 – 1027 година, когато те опустошават западните български земи (темата България). В 1032 година печенегите нахлуват в Северна България и разоряват земите между Дунав и Стара планина, а през 1034 – достигат до Солун. Опустошителни печенежки нападения са извършени и през следващите години. През 1035 година те достигат „Македония“ (Одринска Тракия), а към 1036 година опустошават района на Плиска, Дръстър и други селища в североизточните български земи. В „Българския апокрифен летопис“ от XI – XII век се казва: „И след това пак излязоха някакви насилници и измамници, наречени печенеги, неверни и беззаконници“.
През ХI век печенежките нашествия предизвикват масови изселвания на българското население от земите на север от Стара планина на юг от нея, предимно в Тракийската низина. Към 30-те-40-те години на XI век са засвидетелстани първите заселвания на печенези на юг от Дунав. Според Скилица-Кедрин и други автори към 1047 година печенежкият предводител Кеген се заселва край Дунав като византийски съюзник заедно с 20 000 души. Той оглавил две племена – Велемарнид и Пагуманид, които се противопоставили на останалите печенеги, чийто вожд бил византийският противник хаган Тирах. Печенегите на Кеген са покръстени, получават земя за обработване и три крепости на Дунава, като имат за задача да охраняват границата. Кеген обаче предприема нападения на север от Дунав, срещу племената, подчинени на Тирах, като избива хора, а плениците продава на византийците като роби. В 1048 – 1049 година и Тирах преминава Дунав, като подлага на опустошение днешна Северна България, но е разбит и пленен, а неговите печенеги са заселени в пустеещите земи край Средец, Ниш и в Овче поле, като имали войнишки задължения. По-късно, след опит на византийските власти да ги използват в борбата срещу селджукските турци и прехвърлянето им в Мала Азия, тези печенеги се разбунтуват, преплуват обратно Босфора и преминават в земите на север от Стара планина, в тема Паристрион. В 1050 година те разбиват византийците, като често преминават Стара планина и опустошават Тракия. През 50-те години на ХI век те достигат до Деркос, край Цариград. През 1053 година печенегите разбиват византийска армия при Преслав и принуждават империята да сключи 30-годишен мирен договор, според който са им предоставени земи за заселване в Паристрион, а те се задължават да не преминават Стара планина и да не нападат византийските владения. Независимо от византийски успех срещу печенегите през 1059 година, те запазват своята автономия и години наред контролират района, включително и териториите на запад от Паристрион, в Поморавието (Българската гора). Според Васил Златарски българският народ „трѣбвало да тегли двойно иго — византийско и печенѣжко“. Александър Парон смята, че все пак Византия продължава да контролира градските центрове по Долния Дунав и черноморското крайбрежие, а местните жители предпочитат византийската администрация пред заплашителните номади.
През следващите години изворите отбелязват още заселвания на „скити“, сред които освен печенези след 1064 година се включват и узи, а по-късно – и кумани. Някои историци говорят за смесено крайдунавско население през XI – XII век, състоящо от българи, печенези, кумани и други. В 1074 година печенежкият първенец Татуш, управляващ Дръстър, заедно с други печенежки водачи подкрепя бунта на Нестор. По това време, както пише Васил Златарски, печенегите са „пълни господари“ на придунавска България.
През 1084 – 1086 година заселили се в българските земи печенези подкрепят и въстанието на павликяните, водени от Травъл. През 1087 година още печенеги, както и унгарци и кумани, преминават Дунав и достигат до Източна Тракия, като опустошават земите, през които преминават. Край Одрин са разбити от византийска войска, а предводителят на печенегите, Челгу и бившият унгарски крал Соломон са убити. На следващата година настъпващите на север войски на византийския император Алексий I Комнин са разбити от печенегите край Дръстър.
През 1090 – 1091 година в съюз със селджукските турци печенегите организират ново, мащабно нападение срещу Византия. На 29 – 30 април 1091 година в решителна битка при Левунион, подпомогнат от кумани, узи и дори някои печенежки предводители, император Алексий I Комнин им нанася съкрушително поражение, в резултат на което са избити не само печенежки воини, но и жени, деца и старци. Действията на Алексей Комнин са определяни в историографията като „рядко срещан даже и през Средновековието геноцид“. Оцелели печенеги са заселени в Мъглен, Беломорска Македония, където образуват специален византийски военен отряд. През същата година Византия си възвръща пълния контрол над темата Паристрион. Печенеги са заселени и в района на Българската гора, по Диагоналния път, където служат като охрана. През ХI и до средата на XII век се срещат информации за сблъсъци на печенеги и преминаващи кръстоноци през този регион.
През есента на 1122 година прогонените от киевския княз Владимир Мономах печенези заедно с берендеи, узи, каи и други групи нахлуват в земите на юг от Дунава, настаняват се в Северна България и опустошават големи райони от Тракия. През пролетта на 1123 година византийският император Йоан II Комнин ги разбива при Боруй (днес Стара Загора), с което печенегите са отстранени окончателно като политически фактор в историята на Балканите. Пленените печенеги са заселени в българските земи като войнишко население.

## Печенегите и Унгария
След установяването на унгарците в Централна Европа в края на IХ век печенежко-унгарските отношения остават враждебни. През Х век печенегите многократно преминават Карпатите и първоначално атакуват, а впоследствие и се заселват в Унгарското кралство. Към началото на третото десетилетие на Х век в традиционно враждебните печенежко-унгарски отношения се забелязва затопляне.
Според изворите, при управлението на княз Золтан (907 – 945) в Унгария се заселва първата група печенези, наричани и Бисени (латински вариант на унгарското им име). Както и на Балканите, те са настанени като войнишко население – първоначално на западната унгарска граница. През втората половина на Х век следват нови печенежки преселения в западните и други части на Унгария. През XI век печенегите опустошават Седмоградско (Трансилвания), но през 1068 година са разбити в битката при Керлес.
През 1071 година печенези като византийски съюзници воюват срещу унгарците край Срем, като успяват да заграбят много плячка и пленници. Източници за Първия кръстоносен поход споменават за печенези в тази район, управляващи лодки на река Сава.
От средата на XII век, когато голям дял от печенежките земи е завладян от куманите, преселенията на печенегите в Унгария зачестяват – мнозина от тях са заселени и в Седмоградско, където поемат задължението да защитават южните унгарски граници от кумани и българи. Съдейки по топонимията, някои автори смятат, че печенежките селища в този район са концентрирани предимно в днешните румънски окръзи Брашов и Ковасна. Първоначално заселените в Унгария печенеги се ползват от вътрешна автономия. Статутът им се определя с отделни закони. Изпълняват военни повинности в служба на краля и на местни управници. Към XIII век по-изявените представители на печенезите вече са част от унгарското благородничество.
В унгарската кампания в помощ на цар Борил от 1213 година и в потушаването на куманския бунт срещу него във Видинската област, взимат участие и печенеги – наред със саси, власи и секеи.

## Общество и култура

### Социална организация
Основна социална структура на печенежкото общество, както и при други степни племена, е материнският род, оглавяван от старейшини. Няколко рода се управляват от съвет на старейшините, чието председателство се предава по ред между отделните му членове. При война властта се предава на военен вожд, избиран не само по старшинство, но и заради способностите си Родовете образуват племена. През Х век печенежката земя, според Константин Багренородни, се дели на осем теми, т.е. племена: Цур (Куарцицур), Кулпей (Сирукалпеи), Талмат (Вороталмат), Цопон (Вулацопон), Гила (Хавуксингила, Хабуксингилъ), Харавои, Хопон (Гиазихопон) и Иртим (Иавдиертим, Явдъертим). В средата на Х век първите четири племена обитават земите на запад от Днепър, а вторите – на изток от Днепър.
Както пише Константин Багренородни, след смъртта на племенните вождове, властта се предава не на техните преки потомци, а на братовчедите им или децата на братовчедите. Вождовете се избират от племенни събрания, което се приема за предпоставка за политически и социални напрежения, както и за сравнително ограничените правомощия на избираните управници.
През 11 век вече се говори за 13 печенежки племена, което се свързва със социални трансформации в системата на обществена организация в печенежкото общество. Според Петър Мутафчиев през 11 век сред печенегите съществуват „само наченки на политическа организация“.

### Бит
Икономиката на печенегите се основава на номадското пастирство. Според Ал Бекри печенегите са номади, които се местят в зависимост от валежите. Те притежават богатства, ездитни животни, съдове от злато и сребро, богато украсени пояси и знамена. В житието на епископ Литберт, който преминава през Българската гора през 1054 година се казва: 
| „ | Те живеят като зверове, необуздани от всякакви закони и без градове. Остават на открито, лагеруват, където нощта ги завари. Нападат пътници, убиват някои от тях, ограбват други. Движат се на тълпи, носят със себе си всичко, което имат, и водят деца и жени. | “ |

Византийски и западни автори пишат за печенегите като за нецивилизован и мръсен народ. Според Лъв Дякон били толкова мръсни, че се хранели с въшки. Михаил Аталиат също пише за нечистия им начин на живот и за храната им. От изворите, както и от археологически находки се съди, че основно оръжие на леката им конница е композитният лък и копието. Използват камили като товарни и ездитни животни.

### Език
Запазените, предимимно във византийските извори, следи дават основание печенежкият език да бъде причислявавн към огузката група на тюркските езици. Н. Баскаков отделя езика на печенегите и на сродните им племена в огузо-булгарска подгрупа, която се характеризира със значителен булгаро-хазарски субстрат и по-късно кипчашко (куманско) влияние – особено в езика на западните печенеги. Въздействието на тези езици върху печенежкия се е отразило както на фонетиката (палатализация на съгласните и др.), така и по отношение на лексиката и граматиката.

### Вяра и обичаи
Съществуват различни данни за религията на печенегите. Смята се, че са шаманисти, мюсюлмани, християни. В началото на XI век католическият мисионер Бруно характеризира печенегите като „най-жестоките и упорити от всички езичници“. През 1007 година, след едногодишна проповедническа дейност абат Бруно успява да покръсти едва тридесетина печенеги.

Ал Бекри през XI век предава версия, според която печенегите в Причерноморието са мюсюлмани:
| „ | И разказваха много от мюсюлманите, които са били пленници в Константинопол, че печенегите се придържали към вярата на маджусите. Но след 400 година по Хиджра, попаднал при тях пленник от мюсюлманите, учен-богослов, който обяснил исляма на някои от тях, вследствие на което те и го приели. И намеренията им били искрени и започнала да се разпространява между тях пропагандата на исляма. А останалите, които не приели исляма, ги порицали за това и работата завършила с война. А Бог дал победа на мюсюлманите, макар че те били само около 12 000, а неверните два пъти повече. И те (мюсюлманите) ги убивали и останалите живи приели исляма. И всички те сега са мюсюлмани и при тях учени и законоведи, и познаващи Корана. | “ |

 Думите на Ал Бекри за пълно приемане на исляма от печенегите се подлагат на съмнение в историографията.
Заселените на юг от Дунава печенеги, както и тези в Унгария, са покръстени. Запазени са данни за печенежка съпротива срещу християнизацията. Един от печенежките предводители в Унгария, Тонузоба, който отказва да се покръсти, е изгорен жив заедно с жена си. В житието на Свети Кирил Филеот е отбелязана неговата покръстителска дейност сред печенегите след битката при Левунион. Светецът успял да превърне „предишните скити-вълци в овце“ и да увеличи Христовото стадо. Християнизирани са и печенегите, които се включват в състава на васалните на киевските князе черни клобуки.
През първата половина на XIII век според Джовани да Плано Карпини кангитите на изток от Волга са езичници.
Както и други степни народи, печенегите погребват заедно с мъртъвците и част от тялото на техните коне. В погребалните могили на печенежките вождове, заедно със скелетите на мъртъвците се откриват главите и части от краката на коне, често заедно със седлото и сбруята. Ориентировката на скелета на коня винаги съвпада с тази на човешкия скелет. Според „Повесть временных лет“ печенежкият предводител Куря, който убива киевския княз Светослав през 972 година, направил от черепа му чаша, от която пил заедно с приближените си.

### Културно наследство
В някои райони на Украйна, Русия, Молдова, Румъния, България, Сърбия и други страни са открити археологически паметници, смятани за печенежки – надгробни могили, предмети на бита (глинени котли и други), въоръжение и други. Добре проучени са печенежките погребения край Саркел-Белая Вежа, Русия. В Северното Причерноморие останките от материалната култура и най-вече керамиката на печенегите и на узите са идентични, поради което невинаги е възможно да се определи принадлежността на техните носители.
За печенежки се приемат откритите в България погребения край Одърци, Плиска, Дядово и Божурец. На печенегите се приписват находки от ХI-XII век от Белградската крепост, от Гъмзиград, както и на от други места в Сърбия. Съществува мнение, че на печенегите принадлежат и двете каменни монументални скулптурни човешки изображения (т.нар. каменни баби), открити при с. Ендже, Шуменско. Някои учени дори приписват съкровището от Над Сент Миклош на печенегите.
След заселването им на Балканите и в Унгария западните печенеги са асимилирани от местното население. Според Йордан Иванов те оставят следи при формирането на шопите. Той свързва наименованието на шопите с печенежкото племе цопон. Константин Иречек вижда прилики между антропологическия тип на част от шопите около Витоша и печенегите. Според някои мнения печенегите са сред предците и на гагаузите. А. В. Шабашов предполага, че ролята на печенегите при формирането на гагаузите е не по-малка от тази на огузите. В миналото са изказвани и мнения, според които от приели исляма печенези произхождат гаджалите в Делиормана.
Част от печенегите в Причерноморските степи са присъединени и претопени от западните кумански племена. Останалите в Азия източни печенеги също са претопени. Има мнения, че те участват във формирането на различни народности – каракалпаки, казахи, башкири, ногайци, киргизи, узбеки.
Изследователите намират печенежки следи в топонимията на различни страни – Румъния, Унгария, България, Сърбия, Украйна, Молдова, Словакия и дори Австрия и Полша. Някои от тях се приемат за сигурни, а други – за предполагаеми. Според някои тюрколози печенежкият език, заедно с прабългарския и куманския е оказал по-дълбоко влияние върху българския език, отколкото турският, а в народните говори и в книжовния език „се крият много прабългарски, печенежки и кумански думи, нарочени за турски поради близки съответствия в турския език“.

#### Късни стереотипи
Роденият в Баку и живял през втората половина на XIV и началото на ХV век географ Ал Бакуви, близо два века след слизането на печенегите от историческата сцена отбелязва, че баджанаките живеят на север и са дългобради и мустакати, независими и силни, хранят се изключитело с просо. Той пише: 
| „ | Те се нападат един друг като зверове. Съвокупляват се със своите жени открито, пред хората, подобно на животни, като не смятат това за отвратително. | “ |

През втората половина на XIX век печенегите са синоним на зле облечени и обути конни пълчища. На 6 ноември 1885 г. по време на Сръбско-българската война три роти от Трета хасковска дружина пристигат на Сливнишката позиция на неоседлани коне, боси, по двама на кон. При вида им княз Александър Батенберг възкликва: „Ето и печенеги ни идват на помощ“. Оттогава прозвището „печенеги“ се употребява за всички южнобългарски войски по време на войната.

## Печенегите в изкуството
Обсадата на Киев от печенегите е отразена в първата завършена поема на Пушкин, „Руслан и Людмила“ (1818 – 1820).
У Яворов печенегите са символ на опустошители. „...нахлуха с обезлюдителния устрем на печенеги“ – пише той в очерка си „От обсерваторията до гарата“ по повод на действията на някои писатели в Народния театър.
В унгарския филм „Sacra corona“ (2001) печенегите са представени като безмилостни нашественици и грабители, езичници, които нападат Унгарското кралство от различни страни през втората половина на XI век и заплашват неговото съществуване – да разгрома им от войските на крал Шаламон (1063 – 1074) и принцовете Ласло и Геза през 1068 година при хълмовете Керлес. В двубой с един от печенегите бъдещият крал Ласло успява да спаси девица, заради което още след сражението е възпят в народна песен.